# RepRap-projektet
RepRap-projektet er et initiativ rettet mod stort set at skabe en selvreplikerende maskine, som kan anvendes til at lave hurtige prototyper og hurtig fremstilling. RepRap er forkortelse for "replicating rapid prototyper". En hurtig prototyper er en 3D-printer, som er i stand til at fabrikere 3-dimensionelle genstande fra computerbaserede 3D-modeller. Projekt forfatterne beskriver 'selv-replikation', forstået som muligheden for at reproducere de nødvendige komponenter til at bygge en anden version af den selv, som en af deres mål med projektet.
RepRap-maskinerne kunne (og kan) lave ca. 50% af konstruktionsdelene - de resterne 50% kaldes "vitamin"-dele, som typisk udgøres af metaldele, bolte, møtrikker, smørremiddel, platforme, motorer, strømforsyningen, ledninger og elektronikkomponenter.
RepRap-projektet har udviklet og udgivet mange forskellige hovedudgaver af 3D-printende maskiner - og ufattelig mange varianter er blevet designet og bygget. Mange af de nyere udgaver sælges som byggesæt:
- "Darwin" (RepRap version 1.0) – udgivet i marts 2007
- "Mendel" (RepRap version 2.0) – udgivet i oktober 2009
- "Prusa Mendel" – udgivet i 2010 - findes i opdaterede udgaver kaldet Mendel Prusa i3. i3 står for det tredje iterationsudgave. Mange producenter sælger Mendel Prusa i3-varianter som byggesæt.
- "Huxley" – udgivet i 2010

Udviklerne har navngivet hver hovedudgave efter berømte biologer.

## Historisk
RepRap-projektet blev opfundet eller grundlagt af Adrian Bowyer og den første ide lå på internettet februar 2004. RepRap-projektet blev bredt kendt i marts 2005 efter en større presseomtale. Den første RepRap-maskine (med "afkom") blev bygget og fremvist d. 29. maj 2008 af Adrian Bowyer (ved University of Bath) og Vik Olliver. RepRaps opskrifterne er udgivet under GNU General Public Licence.

## Styringselektronik og step-motorer
En stor fordel ved RepRap-styringselektronikken og step-motorer er, at de med firmware-konfigurationsændringer, normalt kan anvendes i alle RepRap-varianter. Der er endda firmaer, som laver deres egne afledte styringselektronik, som kan anvendes i RepRap-varianter.
 
Den pt (2011) officielt nyeste styringselektronik er Generation 7, der er baseret på en 8-bit Atmel AVR ATmega644-mikrocontroller.
 En anden kompatibel 32-bit ARM mikrocontroller baseret styringselektronik er R2C2 RepRap Electronics, der f.eks. kan styre Mendels hoved op til 725mm/s.

### Firmware
Der er flere konkurrerende firmware-linjer, som kan anvendes på flere af de konkurrerende RepRap-styringselektronik systemer.

## Software
RepRap blev skabt som et komplet replikationssystem i stedet for "bare" et stykke hardware. RepRap-systemet omfatter computer-aided design (CAD) i form af en 3D-modelleringssystem og computer-aided manufacturing (CAM) software og drivere, som konverterer RepRap brugeres design til et mængde instruktioner til RepRap-hardwaren, som så omsætter instruktionerne til fysiske objekter.
Oprindeligt blev to forskellige CAM-toolchain udviklet til RepRap. Den først havde titlen "RepRap Host" og var skrevet i Java af RepRap udvikleren Adrian Bowyer. Den anden CAM-toolchain "Skeinforge", blev skrevet uafhængigt af Enrique Perez. Begge er komplette systemer til at omsætte 3D-modeller til G-code. G-code er maskinsproget, som styrer 3D-printeren.
Senere blev andre programmer skabt som fx slic3r, pronterface ("Printrun"), Cura. 
Fornylig blev Franklin firmware skabt til RepRap 3D-printere og til 3D-robotter generelt (fx fræsning, fluid-håndtering, osv.)
KISSlicer og repetier host, med lukket kode, anvendes også.
Fri og open-source 3D-modelleringsprogrammer såsom Blender, OpenSCAD og FreeCAD foretrækkes som 3D-modelleringsprogrammer i RepRap-fællesskabet - men i princippet kan alle CAD eller 3D-modelleringsprogrammer anvendes med RepRap, så længe programmet er i stand til at producere STL-filer (slic3r understøtter også .obj og .amf filer). Så 3D-model skabere kan anvende ethvert værktøj de er familiært med hvad enten det er kommercielle CAD-programmer, såsom SolidWorks og Autodesk AutoCAD, Autodesk Inventor, Autodesk 123D Design, Tinkercad - eller Google Sketchup såvel som med det frie software.

## Afledte RepRap-printere
Mange mennesker har videreudviklet eller lavet der egne RepRap-varianter. Varianternes familietræ kan ses i kilden.

Her er nogle afledte RepRap-printere f.eks.:
- Ultimaker[16] – en af fordelene er pølselægningshastigheder på op til 400mm/sekund.[17]
- Le BigRep[18][19][20][21]